# Popular (canção de Eric Saade)
Popular é uma canção do cantor Eric Saade. Ele representou a Suécia no Festival Eurovisão da Canção 2011 na segunda semi-final, terminando em 1º lugar com 155 pontos, conseguindo passar á final e classificando-se em 3º lugar com 185 pontos na final.

## Letra
A letra refere-se ao facto de, quando o cantor for popular, irá conseguir conquistar a mulher dos seus sonhos. 